# اچ‌ام‌اس مارلبرو (اف۲۳۳)
اچ‌ام‌اس مارلبرو (اف۲۳۳) (به انگلیسی: HMS Marlborough (F233)) یک کشتی است که طول آن 133 m (463 ft 3 in) می‌باشد. این کشتی در سال ۱۹۸۹ ساخته شد.